# Melicharella pascualis
Melicharella pascualis är en insektsart som beskrevs av Dubovsky 1968. Melicharella pascualis ingår i släktet Melicharella och familjen dvärgstritar. Inga underarter finns listade i Catalogue of Life.